# Dressurreiten

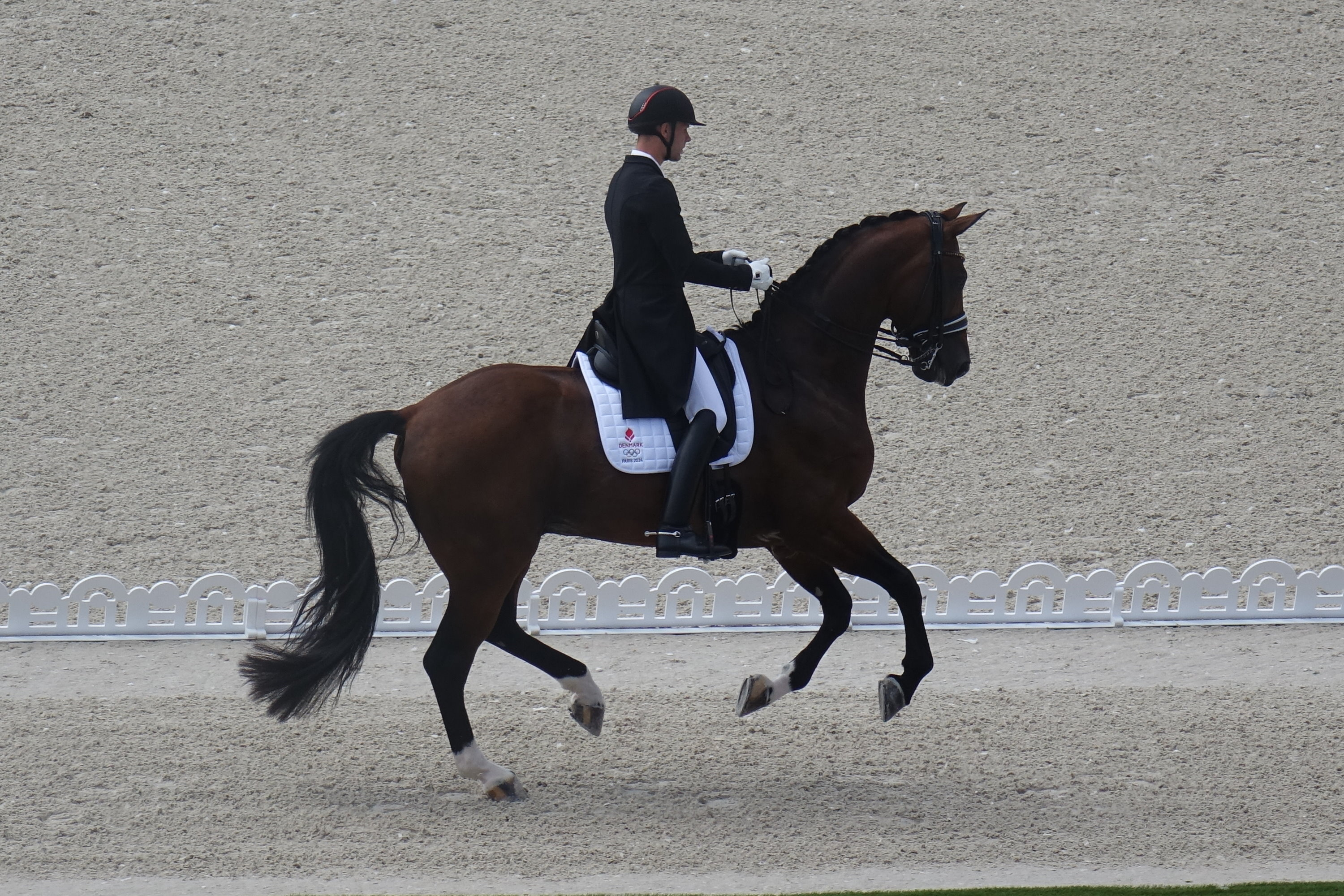
Westfale in der Dressur, Olympische Spiele 2024 in Versailles

Dressurviereck 20 Meter × 60 Meter

Dressurreiten ist eine Disziplin des Pferdesports, bei der die natürlichen Veranlagungen des Pferdes durch gymnastische Übungen gefördert und verfeinert werden. Das Dressurreiten hat das rittige Pferd zum Ziel, das auf minimale Signale (Hilfen) hin zum exakten Ausführen einer gewünschten Aufgabe („Lektion“) veranlasst werden kann. Die dressurmäßige Ausbildung des Pferdes stellt die Grundlage jeder reiterlichen Betätigung dar und findet ihre Vollendung in der Hohen Schule. Maßgeblich für die Ausbildung aller Pferde in der Dressur ist die sogenannte Skala der Ausbildung.

## Zielsetzung
Gutes Dressurreiten fördert und verfeinert die natürlichen Bewegungen des Pferdes und ermöglicht ihm, das Gewicht des Reiters optimal zu tragen und trägt dadurch zur Gesunderhaltung des Pferdes bei. Dressur bedeutet in diesem Zusammenhang weniger das Konditionieren des Pferdes auf Kommandos im Sinne einer Freiheitsdressur als vielmehr die Gymnastizierung und Sensibilisierung des Pferdes zur Erhöhung von Kraft, Beweglichkeit und Durchlässigkeit:

„Der Grundgedanke der klassischen Dressur ist die möglichst lange Gesunderhaltung eines Reitpferdes durch das Praktizieren von gymnastischen Übungen, durch die das Pferd, ohne Schaden zu nehmen, in die Lage gebracht werden soll, für den Reitgebrauch nutzbar zu bleiben. Das Pferd soll durch die systematische Ausbildung schöner, ausdrucksstärker und selbstsicherer werden, wodurch sich das Gesamtbild eines [...] harmonisch gebauten Athleten ergibt.“

Die Ausbildung eines Dressurpferdes erfolgt klassischerweise anhand der Ausbildungsskala.

## Dressurreiten als Turniersport

### Geschichte

Dressurreiten vor rund 100 Jahren: Ein Major der Schweizer Armee reitet eine Dressurprüfung auf Kandare

Das Dressurreiten als Sport entstand Ende des 19. Jahrhunderts aus dem Vergleich zwischen Offizieren und war, wie die meisten reitsportlichen Disziplinen, anfangs überwiegend diesen vorbehalten. Während in den höfischen Kreisen lange Zeit die sogenannten „Caroussels“ bzw. „Horse-Ballets“ (vergleichbar heutiger Quadrillen) die üblichen Reitvorführungen waren, wurde 1873 von der „Gesellschaft zur Prämierung gut dressierter Campagne-Pferde“ in Pressburg erstmals ein Preisreiten als Einzelreitwettbewerb durchgeführt. Diese Prüfungen verbreiteten sich in den folgenden Jahren in Europa. Sie enthielten neben den in heutigen Dressurprüfungen üblichen Lektionen auch noch Hindernisse. Als Nachfolger dieser Hindernisse fand sich bis in die 70er Jahre, am Ende von Dressurprüfungen ein Gehorsamssprung.
Das Reglement der seit 1912 olympischen Disziplin geht auf die militärischen Anforderungen der europäischen Kavallerien zurück. Heute sind weltweit Frauen im Dressursport führend. Seit 2009 werden Männer und Frauen bei den Deutschen Meisterschaften im Dressurreiten gemeinsam gewertet. Deutschland ist seit Jahrzehnten auch auf Grund seiner Erfolge in der Pferdezucht dominierend im Dressursport; es ist mit die erfolgreichste Sportdisziplin, in der deutsche Sportler international antreten.

### Turniersport
Auf Turnieren werden Reiter und Pferde in Dressuraufgaben mittels einer Wertnote von 0 (nicht gezeigt) bis 10 (ausgezeichnet) bewertet. Es wird entweder eine Note für die gesamte Aufgabe vergeben oder eine Gesamtnote, die sich aus separaten Noten für jede einzelne Lektion der Aufgabe ergibt. Die Prüfungen werden auf einem genormten Dressurviereck einzeln oder in kleinen Gruppen durchgeführt und von bis zu fünf Richtern gemeinsam oder einzeln bewertet.
Die Dressuraufgaben bestehen aus einer bestimmten Anzahl von Lektionen, die in einer bestimmten Reihenfolge oder, in einer Kür, auch mit Musikuntermalung in frei gewählter Abfolge gezeigt werden. Das Pferd bewegt sich dabei in den Grundgangarten Schritt, Trab und Galopp auf geraden und gebogenen Linien (Bahnfiguren), vorwärts, seitwärts oder auch rückwärts. In den höheren Disziplinen der Dressur werden kompliziertere Bewegungsabläufe gezeigt (Traversale, Passage, Piaffe, Galopppirouette etc.).
Bewertet werden der Sitz und die Hilfengebung des Reiters, die Bewegung und die Rittigkeit des Pferdes sowie die Korrektheit der Ausführung der verlangten Lektionen.
Immer wieder stehen Dressurreiter wegen möglicherweise tierquälerischer Trainings- und Sport-Methoden, insbesondere der Anwendung der „Rollkur“, auch Hyperflexion genannt, unter Kritik. Hierbei wirkt der Reiter derart stark auf die Zügel ein, dass er sein Pferd zum Senken des Kopfes und Einrollen des Halses zwingt.
Das Dressurreiten, trotz seiner olympischen Erfolge wenig von den deutschsprachigen Medien beachtet, erlebte ab Ende 2010 zeitweilig eine erhöhte Medienpräsenz. Grund hierfür war die Vermarktung des teilweise als „Wunderpferd“ bezeichneten Hengstes Totilas (verendet 2020), die sich auch in der Boulevardpresse niederschlug.

## Olympische Geschichte
Olympisch ist die Dressur seit Stockholm 1912 (Einzel) und Amsterdam 1928 (Mannschaft). Frauen sind seit 1952 in die Teams integriert.
| Jahr    | Einzelsieger    | Einzelsieger                | Einzelsieger  | Mannschaftssieger |
| Jahr    | Land            | Athlet                      | Pferd         | Mannschaftssieger |
| ------- | --------------- | --------------------------- | ------------- | ----------------- |
| 1912    | Schweden        | Carl Bonde                  | Emperor       | –                 |
| 1920    | Schweden        | Janne Lundblad              | Uno           | –                 |
| 1924    | Schweden        | Ernst Linder                | Piccolomini   | –                 |
| 1928    | Deutsches Reich | Carl-Friedrich von Langen   | Draufgänger   | Deutsches Reich   |
| 1932    | Frankreich      | Xavier Lesage               | Taine         | Frankreich        |
| 1936    | Deutsches Reich | Heinz Pollay                | Kronos        | Deutsches Reich   |
| 1948    | Schweiz         | Hans Moser                  | Hummer        | Frankreich        |
| 1952    | Schweden        | Henri Saint Cyr             | Master Rufus  | Schweden          |
| 1956    | Schweden        | Henri Saint Cyr             | Juli          | Schweden          |
| 1960    | UdSSR           | Sergei Iwanowitsch Filatow  | Absent        | –                 |
| 1964    | Schweiz         | Henri Chammartin            | Woermann      | Deutschland       |
| 1968    | UdSSR           | Iwan Michailowitsch Kisimow | Ichor         | BR Deutschland    |
| 1972    | BR Deutschland  | Liselott Linsenhoff         | Piaff         | UdSSR             |
| 1976    | Schweiz         | Christine Stückelberger     | Granat        | BR Deutschland    |
| 1980    | Österreich      | Elisabeth Theurer           | Mon Chérie    | UdSSR             |
| 1984    | BR Deutschland  | Reiner Klimke               | Ahlerich      | BR Deutschland    |
| 1988    | BR Deutschland  | Nicole Uphoff               | Rembrandt     | BR Deutschland    |
| 1992    | Deutschland     | Nicole Uphoff               | Rembrandt     | Deutschland       |
| 1996    | Deutschland     | Isabell Werth               | Gigolo        | Deutschland       |
| 2000    | Niederlande     | Anky van Grunsven           | Bonfire       | Deutschland       |
| 2004    | Niederlande     | Anky van Grunsven           | Salinero      | Deutschland       |
| 2008    | Niederlande     | Anky van Grunsven           | Salinero      | Deutschland       |
| 2012    | Großbritannien  | Charlotte Dujardin          | Valegro       | Großbritannien    |
| 2016    | Großbritannien  | Charlotte Dujardin          | Valegro       | Deutschland       |
| 2020/21 | Deutschland     | Jessica von Bredow-Werndl   | TSF Dalera BB | Deutschland       |
| 2024    | Deutschland     | Jessica von Bredow-Werndl   | TSF Dalera BB | Deutschland       |

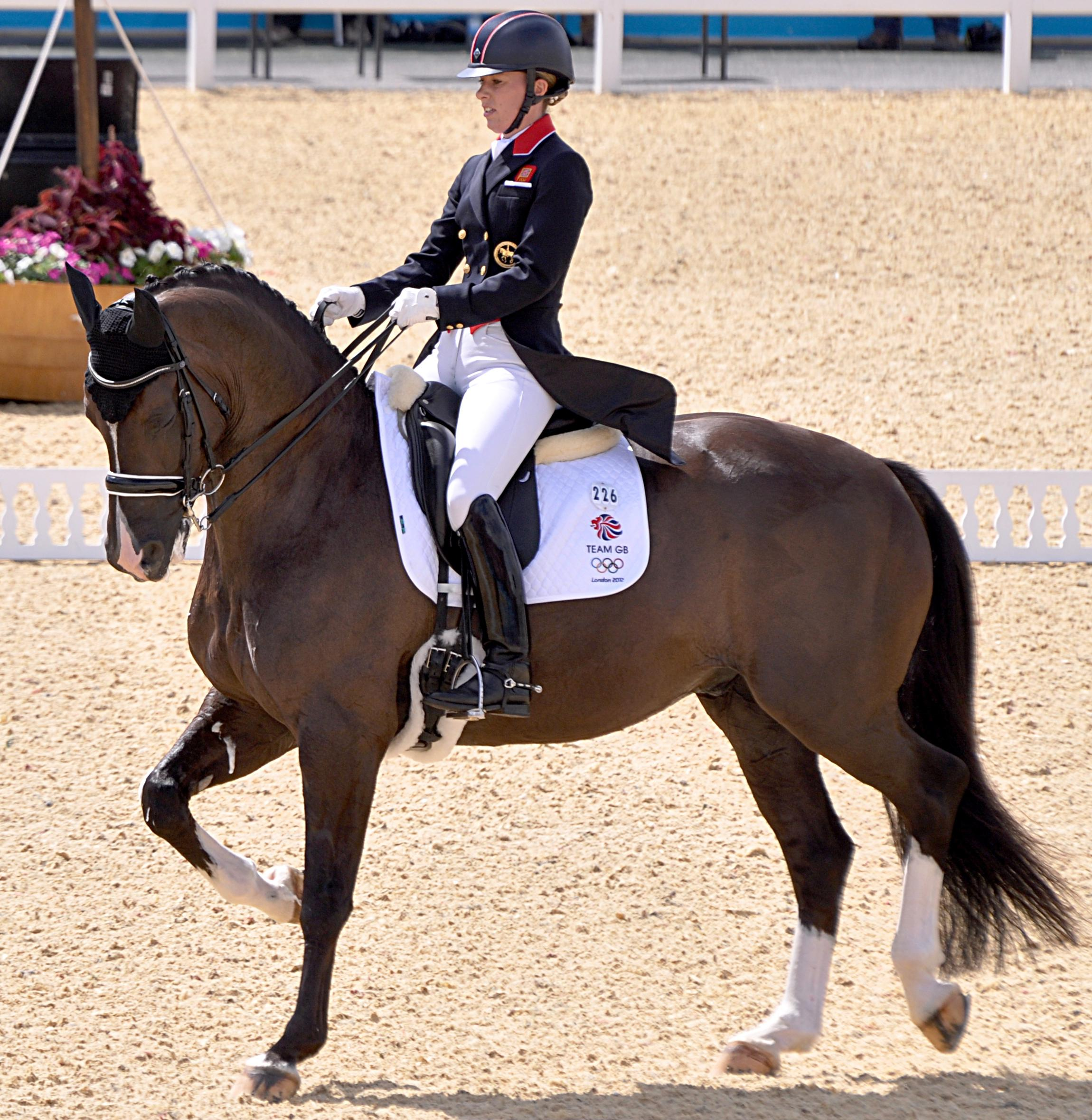
Einzelgoldmedaillengewinner 2012: Charlotte Dujardin und Valegro

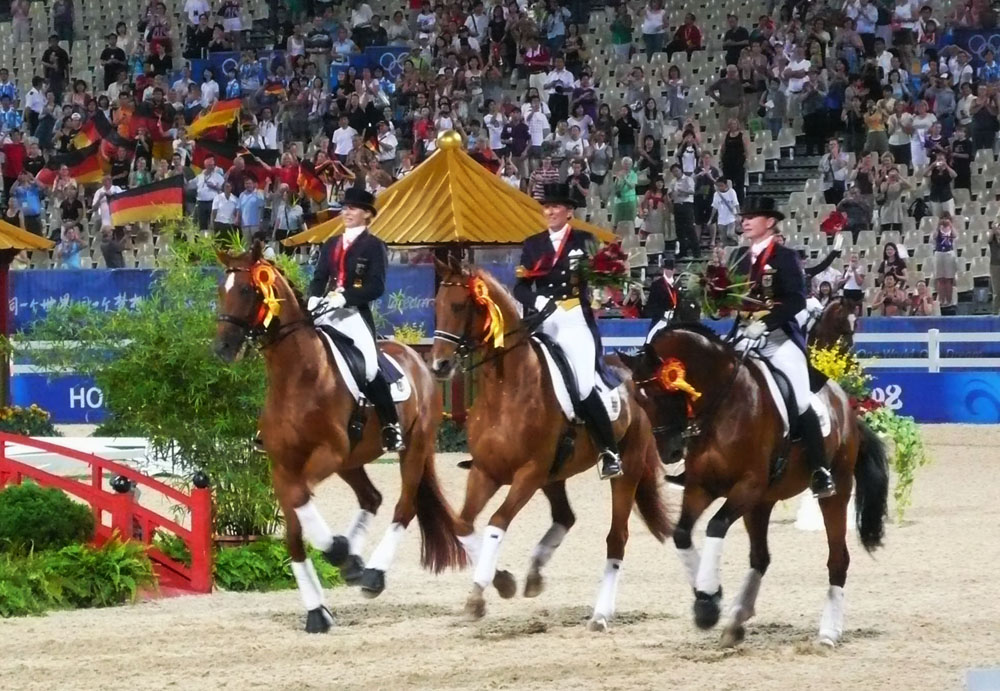
Die deutsche Dressurequipe bei der Siegerehrung des Mannschaftswettbewerbs in Hongkong

Seit Atlanta 1996 ist das Dressurreiten ebenfalls eine Disziplin bei den Paralympics, den Olympischen Spielen der Sportler mit einer Körperbehinderung.

## Rekorde
Die Weltrekorde in den drei schwersten Dressurprüfungen – Grand Prix de Dressage, Grand Prix Spécial und Grand Prix Kür – liegen jeweils über 80 Prozent, in der Kür sogar über 90 Prozent. Die nachfolgenden Listen enthalten die aktuellen Rekorde sowie auch vorangegangene Weltrekorde.
| Ergebnis | Reiter                    | Pferd         | Datum             | Ort                              |
| -------- | ------------------------- | ------------- | ----------------- | -------------------------------- |
| 87,460 % | Charlotte Dujardin        | Valegro       | 16. Dezember 2014 | CDI-W London                     |
| 87,129 % | Charlotte Dujardin        | Valegro       | 19. April 2014    | Weltcupfinale in Lyon            |
| 85,942 % | Charlotte Dujardin        | Valegro       | 22. August 2013   | Europameisterschaften in Herning |
| 84,447 % | Charlotte Dujardin        | Valegro       | 17. Dezember 2012 | CDI-W London                     |
| 84,379 % | Jessica von Bredow-Werndl | TSF Dalera BB | 24. Juli 2021     | Olympische Spiele in Tokyo       |
| 84,085 % | Edward Gal                | Totilas       | 26. August 2009   | Europameisterschaften in Windsor |
| 81,333 % | Anky van Grunsven         | Salinero      | 22. Juni 2006     | CHIO Rotterdam                   |

| Ergebnis | Reiter                    | Pferd         | Datum             | Ort                                 |
| -------- | ------------------------- | ------------- | ----------------- | ----------------------------------- |
| 88,022 % | Charlotte Dujardin        | Valegro       | 29. April 2012    | CDI 4* Hagen am Teutoburger Wald    |
| 86,458 % | Edward Gal                | Totilas       | 17. Juli 2010     | CHIO Aachen                         |
| 85,593 % | Jessica von Bredow-Werndl | TSF Dalera BB | 8. September 2023 | Europameisterschaften in Riesenbeck |
| 84,042 % | Adelinde Cornelissen      | Parzival      | 27. August 2009   | Europameisterschaften in Windsor    |

| Ergebnis | Reiter                    | Pferd         | Datum              | Ort                                 |
| -------- | ------------------------- | ------------- | ------------------ | ----------------------------------- |
| 94,300 % | Charlotte Dujardin        | Valegro       | 17. Dezember 2014  | CDI-W London                        |
| 93,975 % | Charlotte Dujardin        | Valegro       | 17. Dezember 2013  | CDI-W London                        |
| 92,818 % | Jessica von Bredow-Werndl | TSF Dalera BB | 10. September 2024 | Europameisterschaften in Riesenbeck |
| 92,300 % | Edward Gal                | Totilas       | 16. Dezember 2009  | CDI-W London                        |
| 90,750 % | Edward Gal                | Totilas       | 29. August 2009    | Europameisterschaften in Windsor    |
| 87,925 % | Anky van Grunsven         | Salinero      | 25. März 2006      | CDI-W ’s-Hertogenbosch              |

## Kritik
In der Dressur werden Lektionen wie Piaffe und Passage gezeigt. Manche sind der Auffassung, dass diese Lektionen nur von Barockpferden verlangt werden sollten.